# Wspólnota administracyjna Kitzingen
Wspólnota administracyjna Kitzingen – wspólnota administracyjna (niem. Verwaltungsgemeinschaft) w Niemczech, w kraju związkowym Bawaria, w rejencji Dolna Frankonia, w regionie Würzburg, w powiecie Kitzingen. Siedziba wspólnoty znajduje się w mieście Kitzingen, przy czym nie jest ono członkiem wspólnoty. Powstała 1 maja 1978.
Wspólnota administracyjna zrzesza pięć gmin wiejskich (Gemeinde): 
- Albertshofen, 1 978 mieszkańców, 3,80 km²
- Biebelried, 1 193 mieszkańców, 22,70 km²
- Buchbrunn, 1 033 mieszkańców, 4,57 km²
- Mainstockheim, 1 873 mieszkańców, 8,52 km²
- Sulzfeld am Main, 1 255 mieszkańców, 7,68 km²